# Fenua Tapu
Fenua Tapu – niewielka wyspa położona na Oceanie Spokojnym, w archipelagu Tuvalu, w południowej części atolu Nui.
Fenua Tapu jest największą i najbardziej zaludnioną wyspą atolu. W 2012 roku zamieszkiwało ją 542 mieszkańców. Na jej terenie położone są dwie osady – Alamoni – Maiaki i Manutalake – Meang (także: Tanrake).